# Tata de Sikasso

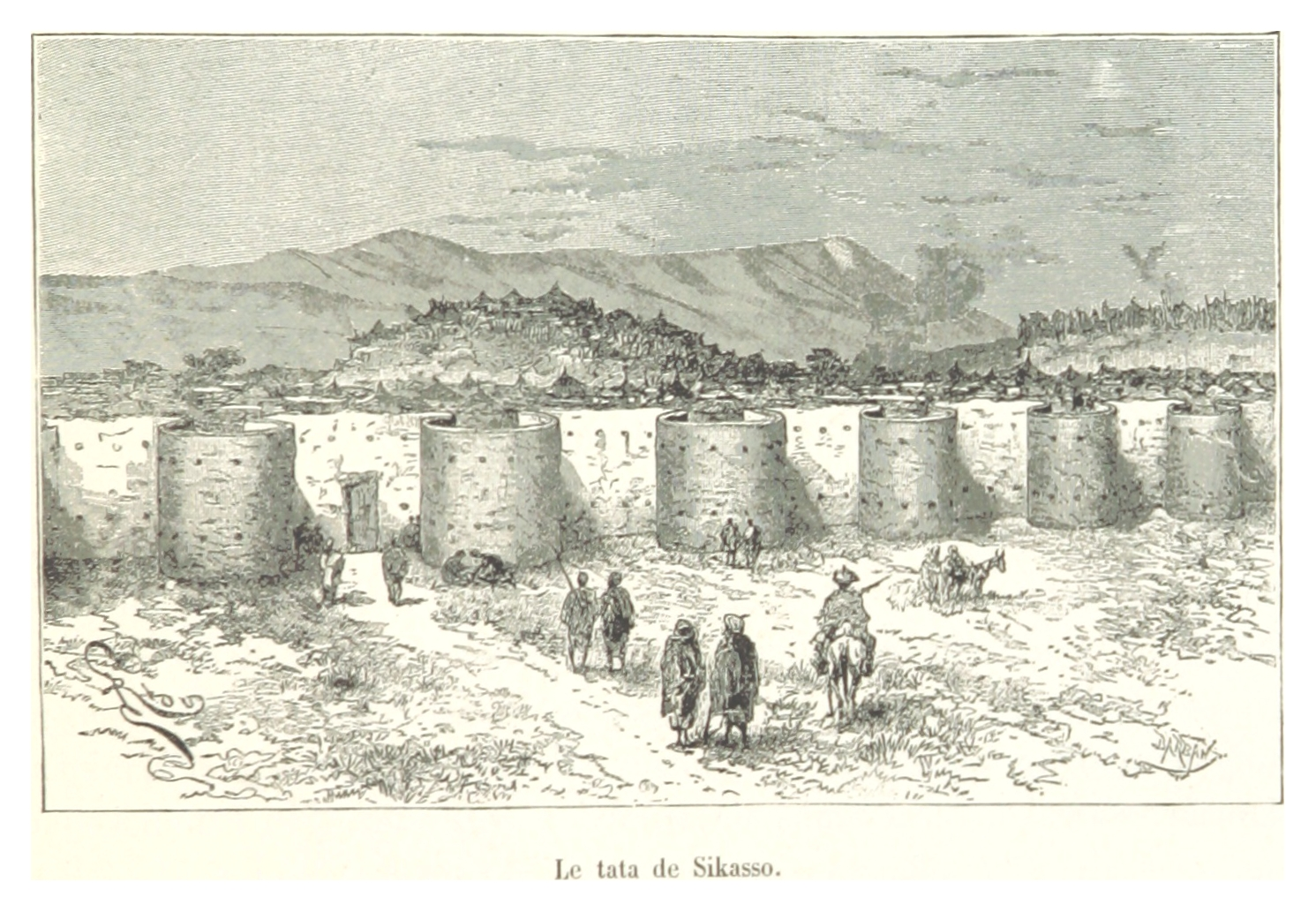
Le tata de Sikasso, illustration de Édouard Riou publié dans Du Niger au golfe de Guinée, Hachette, 1892, de L.G Binger, p. 95

Le tata de Sikasso, appelé également tarakoko localement, est une série de remparts initialement construite à Sikasso sous le règne de Tiéba Traoré (roi du Kénédougou), entre 1877 et 1897, pour résister aux attaques de Samory Touré. Elle fut ensuite agrandie par son frère Babemba Traoré.

## Description
À son apogée, le tata comprenait :
- Une forteresse extérieure de 9 km, épaisse de 6 m à la base et de 2 m au sommet, sa hauteur variant entre 4 et 6 m;
- une forteresse intermédiaire moins grande et moins épaisse, destinée à isoler les marchands, les soldats et les nobles;
- l'enceinte intérieure encerclant le Dionfoutou, partie de la ville habitée par le roi et sa famille[1].

Des restes de la forteresse sont aujourd'hui toujours visibles en différents points de la ville de Sikasso : dans les quartiers Mancourani, Médine, Wayerma, Bougoula ville et Fulaso.